# 8331 Dawkins
8331 Dawkins este un asteroid din centura principală, descoperit pe 27 mai 1982, de Carolyn Shoemaker și Schelte Bus.